# Mario Roig Vila
Mario Roig Vila (Albaida, Valencia, 1972) is een Spaans componist, dirigent en trombonist.

## Leven
Roig Vila kreeg zijn eerste muzieklessen aan de muziekschool van de Banda de Música de la Unió Musical d’Albaida bij Alexandre Cerdà Belda. Later ging hij aan het Conservatorio Professional “Melchor Gomis”, d’Ontinyent en studeerde bij Francisco Nájera Perona. Zijn studies voltooide hij aan het Conservatorio Superior de Música "Manuel Massotti Littel" te Murcia, waar hij bij Mario Calvo Ponce trombone studeerde.
Om zijn vakmanschap te verbeteren nam hij deel aan cursussen en masterclasses bij onder anderen Mario Calvo Ponce, Juan Bautista Abad Peñarrocha, Ricardo Casero, Enrique Ferrando Sastre, Carlos Gil Ferrer en bij Christian Lindberg. Ook voor de pedagogiek deed hij cursussen bij Miguel Ángel Chapí, Gabriela Berdes en Carlos Marquina.
Tegenwoordig is hij directeur van de Escola Municipal de Música ciutat d'Albaida en professor voor trombone aan de muziekschoolen van Montaverner, Aielo de Malferit en Bocairent. Hij is lid van het Orquestra de Vents Filaromonia, dat gedirigeerd werd door José Rafael Pascual Vilaplana. Bij deze dirigent studeert hij ook HaFa-directie en bij Ramón García Soler studeert hij harmonie. Hij is tweede dirigent van de Banda sinfónica de la Unió Musical d’Albaida (l’Aranya), dirigent van de Banda jove de la Mateixa en van de Grup de Percussió i Dolçaines "La Colla" d'Ontinyent.
Als componist schreef hij werken voor kamermuziek en banda (harmonieorkest).

## Composities

### Werken voor banda (harmonieorkest)
- 2002 Marta, paso-doble
- 2003 Tabals i Saragüells, paso masero voor banda en dolçaina[1]
- 2003 Als meus Pares, marcha mora
- 2004 Aralí, marcha mora
- 2005 Al Senyor Paco, paso-doble (opgedragen aan Francisco Martínez Mollá)
- A la colla, marcha cristiana
- Dei Gratia Rex, ballet cristiano voor banda en dolçaina[2]
- Xafiguem

### Kamermuziek
- 2003 Alzheimer, voor trombone en slagwerk

### Werken voor dolçaina
- 2003 Poble de Muro, voor dolçaines en slagwerk
- 2004 Música al castell de Dénia, voor dolçaines en slagwerk
- Dolçainers al carrer, marcha mora (bekroond met een 2e prijs bij het 3e Concurs de Compossició "Poble de Muro")
- Jussà-Al-Saqàliba, marcha mora voor dolçaines en slagwerk
- Somni Andalus, ballet voor dolçaines, slagwerk en dansers[3]

## Media
1. ↑  Tabals i Saragüells door de Banda de Música Unión Musical de Agres o.l.v. Jeremies Sanchis Mogino. Gearchiveerd op 11 september 2023.
2. ↑  Dei Gratia Rex door de Banda sinfónica Unión Musical Contestana. Gearchiveerd op 11 september 2023.
3. ↑  Somni Andalus door La Colla d’Ontinyent[dode link]